# 基尔库拉姆
基尔库拉姆（Kilkulam），是印度泰米尔纳德邦甘尼亚古马里县的一个城镇。总人口17352人（2001年）。

## 人口
该地2001年总人口17352人，其中男性8798人，女性8554人；0—6岁人口1880人，其中男940人，女940人；识字率75.56%，其中男性为79.13%，女性为71.90%。